# Nissan Prairie
Nissan Prairie var en bilmodel fra det japanske bilmærke Nissan, som mellem efteråret 1981 og slutningen af 2004 blev bygget i tre generationer. Oprindeligt kom bilen på markedet under navnet Datsun Prairie. Efter at Nissan havde besluttet at indstille brugen af varemærket Datsun blev bilen omdøbt til Nissan Prairie. I Europa blev kun de to første generationer solgt, og i midten af 1994 tog Nissan bilen af det europæiske modelprogram som følge af ringe efterspørgsel.
Prairie var en rummelig stationcar med højt tag og skydedørene i siden til anden sæderække, som i dag betegner som kompakt MPV. Mod slutningen af 1990'erne blev konceptet kopieret af andre bilfabrikanter, og bilmodeller af samme størrelse som Prairie blev solgt i stort antal. Det er biler som f.eks. Citroën Xsara Picasso, Volkswagen Touran, Opel Zafira eller Kia Carens. Først med Nissan Almera Tino kom der i sommeren 2000 en efterfølger for Prairie på det europæiske marked.

## Prairie M10 (1981−1988)
Den første generation af Prairie blev introduceret i Japan i efteråret 1981, i Europa i sensommeren 1982 og i Nordamerika i 1986. I Canada hed bilen Nissan Multi og i USA Nissan Stanza Wagon.
Teknikken kom fra Nissan Stanza. Prairie var udstyret med en firecylindret motor monteret på tværs foran og forhjulstræk, og kunne som ekstraudstyr fås med elektrisk tilkobleligt firehjulstræk (Prairie 4x4). Karakteristisk for Prairie M10 var den korte længde,  så den kun var 10 cm længere end en Volkswagen Golf II, men bød trods dette på rigelig plads for en familie på fem personer. Den første modelserie havde særlige kendetegn. Så f.eks. kunne de bageste sideruder ingengang åbnes halvt. Håndbremsen sad ikke på gulvet, men ovenover autoradioen og måtte dermed trækkes vandret og løsnes ved at drejes. Bagsædet var indrettet således, at lange genstande problemløst kunne skubbes ind under det, hvormed tagbokse til ski blev overflødiggjort. Derudover havde Prairie ingen B-søjle.
Usædvanligt er det, at den aktuelle Nissan Note har flere ting til fælles til Prairie: Længde (ca. 4,09 m), bagagerumsvolumen og i den svageste udførsel samme motoreffekt (65 kW hhv. 88 hk).
I efteråret 1988 blev produktionen af den første modelserie afsluttet.
Tekniske specifikationer
| Model   | Cylindre | Ventiler | Slagvolume cm³ | Max. effekt kW (hk) / omdr. | Max. drejningsmoment Nm / omdr. | 0-100 km/t sek. | Topfart km/t | Byggeår     |
| ------- | -------- | -------- | -------------- | --------------------------- | ------------------------------- | --------------- | ------------ | ----------- |
| 1.5     | 4        | 8        | 1488           | 55 (75) / 5600              | 122 / 2800                      | 14,8            | 145          | 1982 − 1985 |
| 1.8     | 4        | 8        | 1809           | 66 (90) / 5200              | 150 / 3200                      | 12,1            | 160          | 1985 − 1988 |
| 2.0 4WD | 4        | 8        | 1974           | 71 (97) / 5200              | 154 / 3600                      | 13,3            | 160          | 1986 − 1988 |

## Prairie M11 (1988−1998)
Den fra efteråret 1988 byggede anden generation af Prairie (i USA kaldet Nissan Axxess) var tydeligt mere moderne designet og kunne fås med enten forhjulstræk eller permanent firehjulstræk. Den europæiske version hed Nissan Prairie Pro og blev bygget af det spanske Nissan Motor Ibérica.
I Europa blev Prairie Pro taget af programmet i sommeren 1994 som følge af manglende efterspørgsel.
Tekniske specifikationer
| Model | Cylindre | Ventiler | Slagvolume cm³ | Max. effekt kW (hk) / omdr. | Max. drejningsmoment Nm / omdr. | 0-100 km/t sek. | Topfart km/t | Byggeår     |
| ----- | -------- | -------- | -------------- | --------------------------- | ------------------------------- | --------------- | ------------ | ----------- |
| 2.0   | 4        | 8        | 1974           | 72 (98) / 5200              | 150 / 2400                      | 13,5            | 170          | 1988 − 1992 |
| 2.4   | 4        | 12       | 2389           | 98 (133) / 5600             | 192 / 2800                      | 11,0            | 185          | 1992 − 1998 |

## Prairie Liberty M12 (1998−2004)
På det japanske og nordamerikanske marked fandtes der en efterfølger for Prairie Pro, benævnt Nissan Prairie Liberty.